# 申紹芳
申紹芳（1597年—？），字維烈，號清門，南直隸蘇州府長洲縣人，民籍，明朝政治人物。

## 生平
萬曆四十三年（1615年）乙卯科應天鄉試第八名舉人，四十四年（1616年）丙辰科三甲第二百七名進士。吏部觀政，授應天府教授，天啟元年（1621年）升南京國子監助教，二年（1622年）升南京禮部祠祭司主事，五年（1625年）升郎中，六年（1626年）調南京吏部考功司郎中，崇禎元年（1628年）三月出為山東按察司副使，三年（1630年）升福建布政使司右參政，五年（1632年）升福建按察使，六年（1633年）升福建右布政使，升戶部左侍郎。弘光年間起復原職，與錢謙益受僧大悲之獄牽連，二人疏辯後免罪。

## 家族
曾祖申士章；祖父申時行，吏部尚書；伯父申用懋，兵部尚書；父申用嘉，廣西布政使司右參政。兄申繼揆，弟申縯芳、申緒芳、申繹芳、申紀成、申繩芳、申纘功、申綋祚。